# 2019년 시베리아 산불
2019년 시베리아 산불(러시아어: Лесные пожары в Сибири, 2019 Siberian wildfires)은 2019년 7월부터 러시아 시베리아의 북부 지역인 크라스노야르스크 변경주, 사하 공화국, 자바이칼 변경주 등지에서 일어난 산불이다. 그러나 이 산불은 7월 하순을 기준으로 260만 ha에 달한다고 한다. 그리고 7월 30일을 기준으로 이번 산불로 인한 사망자만 2명이 발생되는 것이 고작 전부인 것에 그쳤으며, 부상자 등은 별도로 보고되어 있지 않는 것으로 드러나고 있다.

## 같이 보기
- 2019년 강원도 산불
- 2019년 아마존 우림 산불
- 2019년 캘리포니아 산불
- 2010년 러시아 산불(영어판)
- 2015년 러시아 산불(영어판)
- 2018년 러시아 산불(영어판)
- 8월의 저주(영어판)